# 神奈川県立逗子高等学校
神奈川県立逗子高等学校（かながわけんりつ ずしこうとうがっこう）は、かつて神奈川県逗子市池子にあった県立高等学校。文部科学省サイエンス・パートナーシップ・プロジェクト（SPP）実施校。

## 教育目標
自主・責任・努力

## アクセス
京急逗子線神武寺駅より
- 徒歩12分
- 京浜急行バス『逗31』または『逗32』で旧逗子高校前で下車

## 沿革
- 1922年（大正11年）4月10日 - 逗子町立逗子実科高等女学校として創立。
- 1943年（昭和18年）4月1日　- 逗子町の横須賀市編入により、横須賀市立逗子高等女学校となる。
- 1946年（昭和21年）4月1日　- 横須賀市立第三高等女学校と改称。
- 1947年（昭和22年）4月30日 - 新学制施行。
- 1948年（昭和23年）3月20日 - 新学制に則り高等女学校廃止。新制高等学校として男女共学化。横須賀市立第三高等学校となる。
- 1950年（昭和25年）7月1日　- 逗子町の分離独立により、逗子町立逗子高等学校と改称。
- 1954年（昭和29年）4月15日 - 市制施行により、逗子市立逗子高等学校となる。
- 1955年（昭和30年）
  - 9月3日　- 現在の逗子市池子1025番地に移転。
  - 11月1日 - 県立移管により、神奈川県立逗子高等学校と改称。
- 1959年（昭和34年）4月1日　- 男女共学化。
- 2020年度（令和2年度） - 神奈川県立逗葉高等学校との統合により入学生の募集停止[1]。
- 2023年（令和5年）
  - 3月31日 - 逗葉高校との統合のため[1]、この日を以て「完校」となった（廃校・閉校の同義[2]）。
  - 4月1日 - 統合校「神奈川県立逗子葉山高等学校」が開校。証明書の交付など卒業生への対応も引き継がれた[3]。

## 部活動
運動部
- 空手道部
- 柔道部
- 剣道部
- サッカー部
- 硬式野球部
- バレーボール部
- バドミントン部
- バスケットボール部
- 陸上競技部
- 体操競技部
- 硬式テニス部
- ソフトテニス部
- 水泳部
- 卓球部
- ワンダーフォーゲル部（休部中)

文化部
- 美術部
- 演劇部
- 吹奏楽部
- フォークソング部
- 茶道部
- 華道部
- Z-SELEC
- 合唱部
- 写真部

同好会
- 理科同好会
- 囲碁・将棋同好会
- 文芸同好会

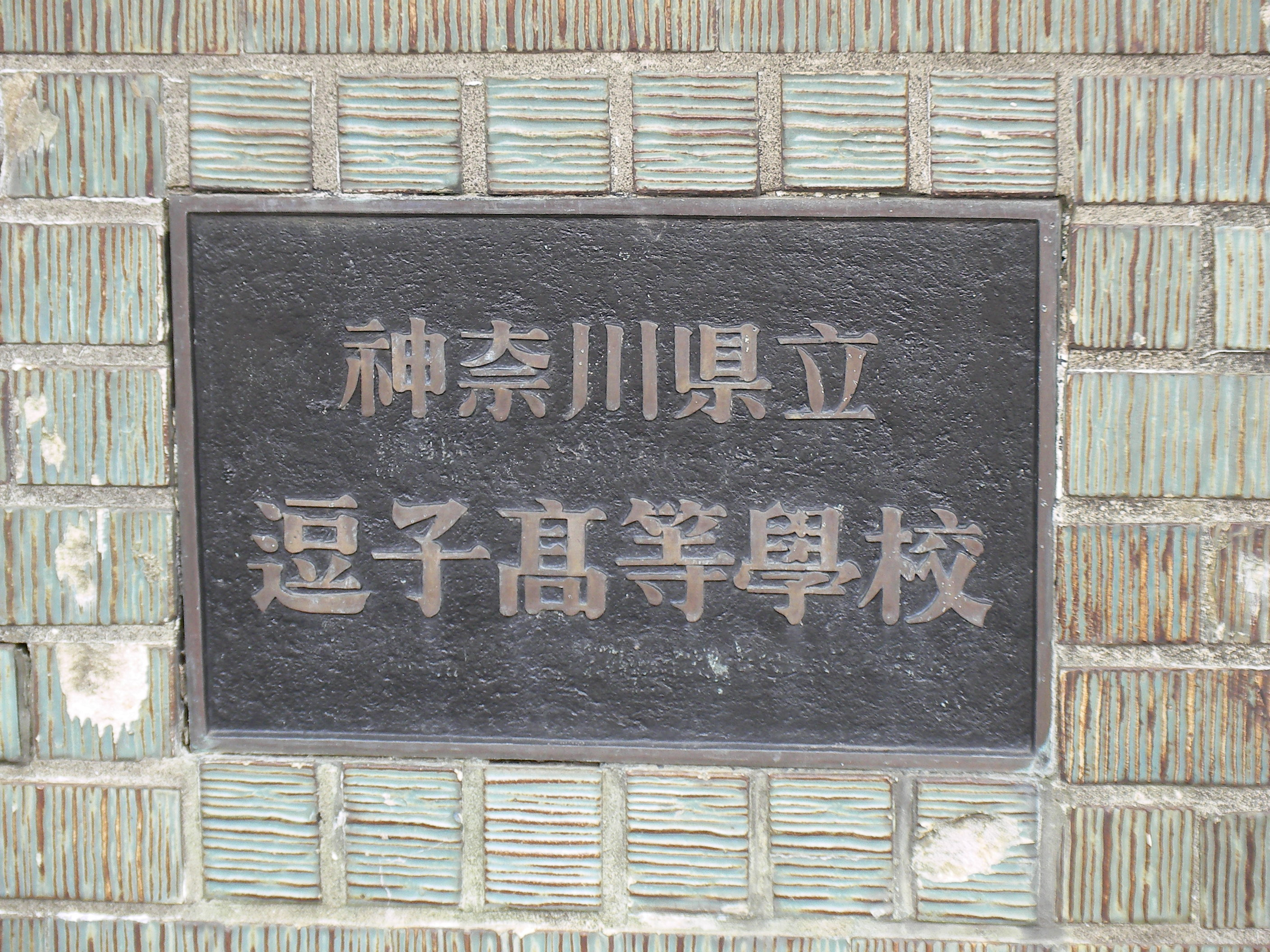
正門

- 過去に空手道部、バスケットボール部、陸上競技部、体操競技部、吹奏楽部は関東大会に出場している。
- また、空手道部と陸上競技部はインターハイにも出場している。
- Z-SELECは県知事や県教育委員長から表彰されている。
- 2007年度にダンス部創部の話が出たが、部員が集まらず、廃案となった。

## 著名な出身者
- 網倉一也（作詞家・作曲家）
- 高橋美由紀（漫画家）
- 石渡治（漫画家）
- 鴨宮諒（作曲家・編曲家）
- 岡村みどり（作曲家・編曲家）
- よしもとよしとも（漫画家）
- 南ひろこ（漫画家）
- いとうあいこ（元女優・元タレント）
- 東愛美（モデル）
- 菅原あさひ（タレント）